# Kinotavr 2018
Le Kinotavr 2018, 29e édition du festival, s'est déroulé du 2 au 10 juin 2018.

## Déroulement et faits marquants
La sélection est annoncée le 27 avril 2018. C'est le film L'Été de Kirill Serebrennikov qui fera l'ouverture et le documentaire L'Affaire Sobchak de Vera Krichevskaya qui sera le film de clôture.
Le palmarès est dévoilé le 10 juin 2018. Le film Le Cœur du monde (Сердце мира) de Natalia Mechtchaninova remporte le Grand Prix, Grigori Konstantinopolsky remporte le Prix de la mise en scène pour Démon russe (Русский Бес) et le Prix du meilleur premier film est remis à Rivières profondes (Глубокие реки) de Vladimir Bitokov.

## Jury
- Alekseï Popogrebski (président du jury), réalisateur
- Oksana Akinchina, actrice
- Igor Vernik, acteur
- Levan Kapanadze, directeur de la photographie
- Igor Vdovin, compositeur
- Ievgueni Gindilis, producteur
- Stas Tyrkine, critique

## Sélection

### En compétition officielle
- Van Gogh (Ван Гоги) de Sergueï Livnev
- La Guerre d'Anna (Война Анны) d'Alekseï Fedortchenko
- Temporary Difficulties (ru) (Временные трудности) de Mikhaïl Raskhodnikov
- Deux billets à la maison (Два билета домой) de Dmitri Meskhiev
- Oncle Sacha (Дядя Саша) d'Alexandre Gordon
- Histoire d'une nomination (История одного назначения) d'Avdotia Smirnova
- Mira (мира) de Denis Chabaev
- Jumpman (Подбросы)  d'Ivan Tverdovski
- Pouchkine. Whisky. Rock'n Roll (La Réserve) (Пушкин. Виски. Рок-н-ролл (Заповедник)) d'Anna Matison
- Démon russe (Русский Бес) de Grigori Konstantinopolsky
- Le Cœur du monde (Сердце мира) de Natalia Mechtchaninova
- Les éléphants peuvent jouer au football (Слоны могут играть в футбол) de Mikhaïl Segal

### En compétition premiers films
- Votre tuteur (Ваш репетитор) d'Anton Kolomiets
- Rivières profondes (Глубокие реки) de Vladimir Bitokov
- Talent (дар) de Mikhail Kukushkine
- Deux (двое) de Timofeï Jalnine
- Acid (Кислота) d'Alexandre Gortchiline
- Hirondelles mortes (Мертвые ласточки) de Natalia Perchina
- Dans le quartier (На районе) d'Olga Zoueva
- Que ce soit Lisa (Пусть будет Лиза)  d'Igor Kagramanov

### Film d'ouverture
- L'Été (Лето) de Kirill Serebrennikov

### Film de clôture
- L'Affaire Sobchak (Дело Собчака) de Vera Krichevskaya

### Hors compétition - Cinéma sur la place
- Arythmie (Аритмия) de Boris Khlebnikov
- Gogol. Viy (Гоголь. Вий) d'Egor Baranov
- Going Vertical (Движение вверх) d'Anton Meguerditchev
- Yolki 6 (Ёлки новые) de Zhora Kryzhovnikov
- Rezo (Знаешь, мама, где я был?) de Levan Gabriadze
- Furious (Легенда о Коловрате) d'Ivan Chourkhovetskiy
- La Glace (Лёд) d'Oleg Trofim
- Matilda (Матильда)  d'Alekseï Outchitel
- What Men Talk About 3 (О чём говорят мужчины. Продолжение) de Flyuza Farkhshatova
- The Last Warrior (Последний богатырь) de Dmitri Dyatchenko
- Saliout 7 (Салют-7) de Klim Chipenko
- L'Entraîneur (Тренер) de Danila Kozlovski
- Les Trois Chevaliers et la princesse d'Égypte (Три богатыря и принцесса Египта) de Dmitri Visotski et Constantin Feoktistov
- Trois plus deux (Три плюс два) de Genrikh Oganisyan
- The Fixies. Top Secret  (Фиксики)
- I Am Losing it (Я худею) d'Alexeï Noujnii

## Palmarès
- Grand Prix : Le Cœur du monde de Natalia Mechtchaninova
- Prix de la mise en scène : Grigori Konstantinopolsky pour Démon russe
- Prix du meilleur acteur : Stepan Devonin pour son rôle dans Le Cœur du monde
- Prix de la meilleure actrice : Anna Sle pour son rôle dans Jumpman
- Prix de la meilleure photographie : Denis Alarkon-Ramires pour Jumpman
- Prix du meilleur scénario : Avdotia Smirnova, Anna Parmas, Pavel Basinsky pour Histoire d'une nomination
- Prix de la meilleure musique : Leonid Tennitikov, Alexey Sergunin pour Van Gogh
- Prix spécial du jury : Marta Kozlova pour son rôle dans La Guerre d'Anna
- Prix du meilleur premier film : Rivières profondes de Vladimir Bitokov